# Kang Yoon-seok (Fußballspieler)
Kang Yoon-seok (kor. 장지석; * 2. April 2005) ist ein südkoreanischer Fußballspieler.

## Karriere
Kang Yoon-seok erlernte das Fußballspielen in der Schulmannschaft der Gyeonggi Jingun Elementary School, in den Jugendmannschaften von Jeonbuk Hyundai Motors und dem Bucheon FC 1995 sowie in der Universitätsmannschaft der Sun Moon University. Seinen ersten Profivertrag unterschrieb er Anfang August 2024 beim thailändischen Zweitligisten Suphanburi FC. Sein Zweitligadebüt für den Verein aus Suphanbri gab er am 9. August (1. Spieltag) im Auswärtsspiel gegen den Erstligaabsteiger Chonburi FC. Bei der 4:0-Niederlage wurde er in der 30. Minute für Thanakorn Phramdech eingewechselt. Für Suphanburi bestritt er in seiner ersten Profisaison acht Ligaspiele. Am Ende der Saison musste er mit Suphanburi in die dritte Liga absteigen.